# Црни Груја (франшиза)
Црни Груја српска је телевизијска и филмска франшиза, која на сатиричан начин приказје најзанимљивије делове из српске историје, њене великане, али и српски менталитет. Састоји се из следећих пет ТВ серија: Црни Груја (2003), Црни Груја 2 (2004−2005), Црни Груја и камен мудрости (2007), Друг Црни у НОБ-у (2013) и У загрљају Црне руке (2021−2022), с тим што су Црни Груја и камен мудрости и Друг Црни у НОБ-у настали проширивањем истоимених играних филмова из 2007. и 2009. Насловну улогу тумаче Сергеј Трифуновић (у првом и петом делу) и Ненад Јездић (у другом, трећем и четвртом делу). Поред њих, у главним улогама су Борис Миливојевић, Маринко Маџгаљ, Никола Којо, Зоран Цвијановић, Нела Михаиловић, Татјана Бокан и Душанка Стојановић. Једини глумац који се појавио у свим деловима је Борис Миливојевић.
Серије су рађене по узору на енглеску серију Црна Гуја (1983) са Роуаном Аткинсоном у главној улози. Први део серијала остварио је огроман комерцијални успех и врло брзо стекао култни статус. Званично ДВД издање продато је у тиражу од 80.000 примерака, што је највећи тираж који је нека ТВ серија постигла у Србији.
Прва три дела прате почетак Првог српског устанка, четврти део прати период Другог светског рата, а пети владавину краља Александра Обреновића и деловање Црне руке.

## Серије и филмови

### Црни Груја(2003)
Радња је смештена у Србију крајем 1803. и почетком 1804, непосредно пре почетка чувеног устанка против Турака. Иако се радња серије дешава у Србији каква је била пре 200 година, уз малу промену костима лако би могла да се посматра као пародија савременог доба. Централни лик серије је Црни Груја (Сергеј Трифуновић), ситан, али амбициозни српски предузетник, који уз помоћ својих слуга, Болета (Борис Миливојевић) и Чеде Веље (Маринко Маџгаљ), покушава да преживи тешка времена. Груја покреће сопствени бизнис – препродају свиња Турцима, које у серији представља један од четири београдске дахије, Ага Аганлија (Никола Пејаковић). Пошто та сарадња не доноси очекивану добит, Груја започиње нов посао са сналажљивим Словенцем Змагом (Зоран Цвијановић), али му планове увек квари његов тетак Карађорђе (Никола Којо), који Груји увек даје најтежа задужења, због чега га овај презире.
Бројни цитати из серије постали су култни, а посебно је позната реченица: „Карађорђе, ал' кара и Груја” коју је Црни Груја неколико пута изговорио у серији. Од епизодних ликова публици је највећу пажњу привукла вештица Друзила (Душанка Стојановић). Њој је, због тога, у наставцима серије дато много више простора од једне епизоде у којој се појавила у овом делу. Такође, Болетова вереница Смиљка (Љубинка Кларић), која се појавила у само једној сцени, добила је знатно више простора у другом делу, где се прерушава у мушкарца како би помогла Карађорђу у рату против Турака.Инспирација за њен лик била је Чучук Стана.
Од битних историјских догађаја, у серији је обрађена Сеча кнезова у 9. епизоди и почетак Првог српског устанка у 10. и 11. епизоди. Као разлог почетка рата приказано је то што је Чеда Веља Турцима дигао у ваздух двогодишње залихе кафе на Дрини. Карађорђе шаље Грују да измоли опрост од Аганлије, што он и успева, под условом да Турцима до наредног јутра доставе трогодишње залихе кафе. Груја наручује кафу од Змага, али када Чеда сазна да је он многоструко повећао цену, диже и његов товар у ваздух. Тај товар је био једина нада Србима да ће до ујутро набавити кафу за Турке. Серија се завршава тако што Груја саопштава Болу: „Поч'о рат, пизда ти материна!” (алузија на чувену реплику из филма Балкан експрес).
Списак епизода
| Бр. еп. (укупно) | Бр. еп. (у сезони) | Наслов      | Редитељ        | Сценариста       | IMDb оцена | Премијера          |
| ---------------- | ------------------ | ----------- | -------------- | ---------------- | ---------- | ------------------ |
| 1                | 1                  | Колац       | Игор Стоименов | Александар Лазић | 9,4/10     | 10. октобар 2003.  |
| 2                | 2                  | Ајдуци      | Игор Стоименов | Александар Лазић | 9,2/10     | 17. октобар 2003.  |
| 3                | 3                  | Предсказање | Игор Стоименов | Александар Лазић | 9,0/10     | 24. октобар 2003.  |
| 4                | 4                  | Дупла љута  | Игор Стоименов | Александар Лазић | 9,0/10     | 31. октобар 2003.  |
| 5                | 5                  | Свадба      | Игор Стоименов | Александар Лазић | 9,3/10     | 7. новембар 2003.  |
| 6                | 6                  | Намети      | Игор Стоименов | Александар Лазић | 9,7/10     | 21. новембар 2003. |
| 7                | 7                  | Џебана      | Игор Стоименов | Александар Лазић | 9,6/10     | 28. новембар 2003. |
| 8                | 8                  | Корупција   | Игор Стоименов | Александар Лазић | 9,7/10     | 5. децембар 2003.  |
| 9                | 9                  | Амаркорд    | Игор Стоименов | Александар Лазић | 9,5/10     | 12. децембар 2003. |
| 10               | 10                 | Сеча        | Игор Стоименов | Александар Лазић | 9,5/10     | 19. децембар 2003. |
| 11               | 11                 | Устанак 1   | Игор Стоименов | Александар Лазић | 9,1/10     | 26. децембар 2003. |
| 12               | 12                 | Устанак 2   | Игор Стоименов | Александар Лазић | 9,5/10     | 26. децембар 2003. |

1. ↑  Епизода Амаркорд се састоји из најзанимљивијих делова претходних епизода, због чега се често не сматра званичним делом серије. На крају епизоде Груја, Боле и Чеда певају Дај рибу, што представља једини исечак који није приказан у претходним епизодама. Из овог разлога, број епизода на омоту ДВД-а је 11, а не 12.

### Црни Груја 2(2004−2005)
На крилима успеха првог дела серијала, продуценти су одмах почели да раде на наставку. Сергеја Трифуновића је у насловној улози заменио Ненад Јездић. Осим тога, Николу Пејаковића је у улози Аге Аганлије заменио Небојша Илић, а Горана Даничића у улози Станоја Главаша, Бода Нинковић. Сви остали глумци вратили су се у своје улоге из претходног дела. Иако је овај део серијала имао знатно већи буџет, није успео да понови ни приближан успех свог претходника. Публика је првенствено била незадовољна Трифуновићевим одсуством из серије, али и убаченим смехом у позадини, који је додат по узору на америчке ситкоме. Смех је због негативних коментара избачен из свих наредних пројеката.
Радња је смештена неколико месеци након краја претходног дела. У међувремену, Карађорђе је Чеди Вељи одсекао језик због изазивања рата, Груја се преселио у нову, лепшу кућу, а Срби су „потпрашили” Турке у Бици код Дрлупе. Груја је на почетку серије под завојима јер је тражио од Друзиле да му уради неки третман на лицу (тиме се објашњава разлика у физичком изгледу између Трифуновића и Јездића). На првом заседању Остружничке скупштине, Карађорђе не успева да однесе победу против Јакова, Петра и Миленка у избору за вођу српског народа у рату против Турака. Резултат је био нерешен, с тим што је један глас био суздржан. Карађорђе од Чеде, који је био главни записничар, сазнаје да је уздржани глас била Добрила (Исидора Минић). Карађорђе јој у замену за глас на другом заседању нуди ноћ са Грујом, кога она симпатише још од мале матуре.
Груја са дахијама договара продају хране и кафе, коју је набавио преко Чединог уја Пере. Међутим, дахије схватају да ако остану још мало у Београду, неће извући живу главу, те одлучују да своје благо дају Змагу, који им у замену за то открива како да код Куле Небојше заобиђу Карађорђеву стражу и побегну за Видин преко Ада Кале. Бесан због тога што му је бизнис пропао, Груја пушта Бола на њих који свој четворици одсече главу и донесе их Карађорђу.
Списак епизода
| Бр. еп. (укупно) | Бр. еп. (у сезони) | Наслов                      | Редитељ            | Сценариста       | IMDb оцена | Премијера          |
| ---------------- | ------------------ | --------------------------- | ------------------ | ---------------- | ---------- | ------------------ |
| 13               | 1                  | Од трача до истине          | Милорад Милинковић | Александар Лазић | 3,5/10     | 22. октобар 2004.  |
| 14               | 2                  | Демократија или диктатура 1 | Милорад Милинковић | Александар Лазић | 3,8/10     | 29. октобар 2004.  |
| 15               | 3                  | Демократија или диктатура 2 | Милорад Милинковић | Александар Лазић | 3,8/10     | 5. новембар 2004.  |
| 16               | 4                  | Сит или глад                | Милорад Милинковић | Александар Лазић | 3,9/10     | 19. новембар 2004. |
| 17               | 5                  | Паша или субаша             | Милорад Милинковић | Александар Лазић | 4,0/10     | 26. новембар 2004. |
| 18               | 6                  | Преговор или договор        | Милорад Милинковић | Александар Лазић | 3,9/10     | 3. децембар 2004.  |
| 19               | 7                  | Љубав или прељуба           | Милорад Милинковић | Александар Лазић | 3,7/10     | 10. децембар 2004. |
| 20               | 8                  | Воће или поврће             | Милорад Милинковић | Александар Лазић | 2,4/10     | 17. децембар 2004. |
| 21               | 9                  | Руб или поруб               | Милорад Милинковић | Александар Лазић | 2,1/10     | 24. децембар 2004. |
| 22               | 10                 | Дупло или голо              | Милорад Милинковић | Александар Лазић | 1,9/10     | 31. децембар 2004. |
| 23               | 11                 | Владање или ...?            | Милорад Милинковић | Александар Лазић | 2,1/10     | 7. јануар 2005.    |
| 24               | 12                 | Руси или Пруси              | Милорад Милинковић | Александар Лазић | 1,9/10     | 14. јануар 2005.   |
| 25               | 13                 | Крај или почетак            | Милорад Милинковић | Александар Лазић | 2,1/10     | 21. јануар 2005.   |
| 26               | 14                 | Пре или после               | Милорад Милинковић | Александар Лазић | 2,9/10     | 28. јануар 2005.   |
| 27               | 15                 | Шала или неслано            | Милорад Милинковић | Александар Лазић | 2,9/10     | 4. фебруар 2005.   |

1. ↑  У овој епизоди, Груја, Боле и Чеда седе на једном пропланку и присећају се догађаја из претходних епизода. Пошто је епизода већим делом сачињена из делова претходних епизода, често се не сматра званичним делом серијала.
2. ↑  У овој епизоди приказано је како се серија снимала, због чега се ни ова епизода не сматра званичним делом серијала као и претходна, па је број епизода наведен на омоту ДВД-а 13, а не 15.

### Црни Груја и камен мудрости(2007)
Радња је смештена у 1806. годину. Док Османска империја предвођена султаном Селимом III (Петар Божовић) и Кулиним капетаном (Драган Јовановић) спрема одговор на устанак Срба, свакодневно расту конфликти око власти између Карађорђа са једне и Јакова, Петра и Миленка са друге стране. Пошто је око њега превише проблема, а премало решења, Карађорђе тражи помоћ од бабе Видане (врачара Друзила из првог дела). Она му говори да је решење свих проблема камен мудрости, који се налази на западу Србије, у месту Пецка. Међутим, не открива му једну „малу зачкољицу” пошто Карађорђе одбије да јој додатно плати.
Сазнавши ово, Карађорђе шаље Грују, Бола и Чеду Вељу у потрагу за каменом. Њих тројица га убрзо проналазе и испоставља се да камен заиста ради. Упркос томе, ствари се не одвијају по плану. Боле и Чеда постају паметни и одбијају да даље служе Груји, Карађорђе уместо да прави план како да се одбрани од Турака, смишља нове игре, попут фудбала. На крају, као једини који нису под утицајем камена остају Црни Груја и Карађорђев помоћник Младен. Груја односи баба Видани прах од камена, а она му заузврат открива зачкољицу коју није хтела да каже Карађорђу. Зачкољица је да уколико удараш главом о камен по дану, постајеш мудрији, а ако се треснеш по ноћи, потпуно полудиш! Груја и Младен одводе ноћу до камена Карађорђа и остале како би их вратили у нормалу. Филм се завршава Битком на Мишару, у којој Срби односе још једну велику победу над Турцима, пошто су се сви пре битке ударили главом о камен по ноћи.
Филм представља напредак у односу на други део серијала, али и даље није успео да понови успех првог дела. На телевизији је емитован у виду ТВ серије од 6 епизода. У ТВ верзији додате су поједине сцене које су избрисане из филма. Сви главни глумци из претходног дела су се вратили и у овом. Направљене су мање измене у споредним улогама. Наиме, Небојша Илић, који је у другом делу тумачио лик Аганлије сада тумачи лик Младена, кога је у претходном делу тумачио Раша Марковић. Глумци који су тумачили Јакова, Петра и Миленка су такође замењени. Лик вештице Друзиле је из непознатог разлога променио име у баба Видана. Филм је пун култних реплика, а посебно је позната сцена у којој Кулин капетан прерушен у попа свети водицу за славу Болу и Чеди. У једној од сцена, Боле на фрули почиње да свира музику из Отписаних, на шта му Груја говори: Остави то за онај други филм, тиме наговештавајући нови наставак,
Списак епизода
| Бр. еп. (укупно) | Бр. еп. (у сезони) | Наслов      | Редитељ          | Сценариста                      | Премијера         |
| ---------------- | ------------------ | ----------- | ---------------- | ------------------------------- | ----------------- |
| 28               | 1                  | Први део    | Марко Маринковић | Александар Лазић, Раде Марковић | 31. јануар 2007.  |
| 29               | 2                  | Други део   | Марко Маринковић | Александар Лазић, Раде Марковић | 7. фебруар 2007.  |
| 30               | 3                  | Трећи део   | Марко Маринковић | Александар Лазић, Раде Марковић | 14. фебруар 2007. |
| 31               | 4                  | Четврти део | Марко Маринковић | Александар Лазић, Раде Марковић | 21. фебруар 2007. |
| 32               | 5                  | Пети део    | Марко Маринковић | Александар Лазић, Раде Марковић | 28. фебруар 2007. |
| 33               | 6                  | Шести део   | Марко Маринковић | Александар Лазић, Раде Марковић | 7. март 2007.     |

Филм на IMDb-у има оцену  6,8/10 што представља напредак у односу на претходни део, али и даље далеко испод првог дела.

### Друг Црни у НОБ-у(2009)
Година је 1941, април месец. Немци су окупирали Југославију и њену престоницу Београд. Адолф Хитлер (Драган Јовановић) поново исписује нове границе Европе. Међутим, када на силу покуша да уведе своја правила у Србију, у Београду се рађа покрет отпора предвођен другом Титом (Никола Којо). Поред национализма, патриотизма и комунизма појавиће се и идеје о личној користи и богаћењу. Живота Грујић „Друг Црни”, Брале Калабић и Веселин Чеговић „Че”, потомци Црног Грује, Бола и Чеде Веље, успоставиће илегалну диверзантско-обавештајну групу у срцу Београда, инфилтрирати се у структуре квислиншког полицијског апарата и решити судбину Другог светског рата, а да ни сами нећебити свесни тога.
Четврти део серијала сматра се уједно и најслабијим, па је после њега изгледало да је франшиза „мртва”, све док 2020. није најављено снимање серије У загрљају Црне руке. Филм је зарадио 16.743.000 динара, односно тадашњих 150.716 америчких долара. Послужио је као основа за снимање истоимене ТВ серије из 2013. која има 15 епизода. У епизоди Временски мост докторка Друзилка успоставила је везу са својом преткињом, вештицом Друзилом и тада је потврђено да сви ликови из овог дела заправо јесу потомци ликова из претходна три остварења. Интересантно је да се тада испоставило да је Тито заправо Карађорђев потомак.
Списак епизода
| Бр. еп. (укупно) | Бр. еп. (у сезони) | Наслов                    | Редитељ       | Сценариста    | Премијера         |
| ---------------- | ------------------ | ------------------------- | ------------- | ------------- | ----------------- |
| 34               | 1                  | Окупација                 | Раде Марковић | Раде Марковић | 3. фебруар 2013.  |
| 35               | 2                  | Марија                    | Раде Марковић | Раде Марковић | 10. фебруар 2013. |
| 36               | 3                  | Специјална пошиљка 1      | Раде Марковић | Раде Марковић | 17. фебруар 2013. |
| 37               | 4                  | Специјална пошиљка 2      | Раде Марковић | Раде Марковић | 24. фебруар 2013. |
| 38               | 5                  | Кројач                    | Раде Марковић | Раде Марковић | 3. март 2013.     |
| 39               | 6                  | Спашавање редова Радована | Раде Марковић | Раде Марковић | 10. март 2013.    |
| 40               | 7                  | Специјални рат            | Раде Марковић | Раде Марковић | 17. март 2013.    |
| 41               | 8                  | Магични Ото               | Раде Марковић | Раде Марковић | 24. март 2013.    |
| 42               | 9                  | Атентат                   | Раде Марковић | Раде Марковић | 31. март 2013.    |
| 43               | 10                 | Срећна Нова 1942. година  | Раде Марковић | Раде Марковић | 7. април 2013.    |
| 44               | 11                 | Тајна порука              | Раде Марковић | Раде Марковић | 14. април 2013.   |
| 45               | 12                 | Грујићева листа           | Раде Марковић | Раде Марковић | 21. април 2013.   |
| 46               | 13                 | Офанзива                  | Раде Марковић | Раде Марковић | 28. април 2013.   |
| 47               | 14                 | Временски мост            | Раде Марковић | Раде Марковић | 5. мај 2013.      |
| 48               | 15                 | Велика битка              | Раде Марковић | Раде Марковић | 12. мај 2013.     |

Филм на IMDb-у има оцену  3,6/10, а серија  5,2/10 што потврђује да је ово најслабији део серијала.

### У загрљају Црне руке(2021−2022)
Сергеј Трифуновић се после 18 година враћа у серијал као краљ Милан Обреновић. Лик праунука Црног Грује, Танасија К. Абаџића, тумачи Трифуновићев млађи брат Бранислав. Од главних глумаца из претходних делова, враћа се и Борис Миливојевић, који тумачи лик Боловог потомка, Доброте Пунишића.
Серија почиње инцидентом са „Смедеревским намештајем”, атентатом на Милана Обреновића, у коме се он умало удавио у фекалијама пољског клозета који се распао када је у њега ушао. Пошто је краљу Милану већ одавно „доста свега”, он доноси одлуку да абдицира, разведе се од краљице Наталије (Катарина Марковић) која му већ дуже времена ради о глави и да напусти земљу. Престо оставља свом 12-годишњем сину Александру (Марко Павловић), с тим што ће државом управљати намесници док он не постане пунолетан. Краљица Наталија наговара своју дворску даму Драгу Машин (Сања Марковић) да се зближи са Александром, како би она преко ње поново завладала Србијом.
Од споредних глумаца из претходних делова вратио се и Љубомир Бандовић који је тумачио лик Хајдук Станка, а сада тумачи Драгутина Димитријевића Аписа. Такође, Срђан Милетић, који је тумачио лик Петра, сада тумачи намесника Косту Протића.
Списак епизода
| Бр. еп. (укупно) | Бр. еп. (у сезони) | Наслов                              | Редитељ     | Сценариста  | Премијера          |
| ---------------- | ------------------ | ----------------------------------- | ----------- | ----------- | ------------------ |
| 49               | 1                  | Барокна фаза Смедеревског намештаја | Раша Андрић | Срђан Чешић | 21. децембар 2021. |
| 50               | 2                  | Радикалско коло                     | Раша Андрић | Срђан Чешић | 22. децембар 2021. |
| 51               | 3                  | Уздисаји и издисаји                 | Раша Андрић | Срђан Чешић | 23. децембар 2021. |
| 52               | 4                  | TBA                                 | TBA         | TBA         | 2022.              |
| 53               | 5                  | TBA                                 | TBA         | TBA         | 2022.              |
| 54               | 6                  | TBA                                 | TBA         | TBA         | 2022.              |
| 55               | 7                  | TBA                                 | TBA         | TBA         | 2022.              |
| 56               | 8                  | TBA                                 | TBA         | TBA         | 2022.              |
| 57               | 9                  | TBA                                 | TBA         | TBA         | 2022.              |
| 58               | 10                 | TBA                                 | TBA         | TBA         | 2022.              |
| 59               | 11                 | TBA                                 | TBA         | TBA         | 2022.              |
| 60               | 12                 | TBA                                 | TBA         | TBA         | 2022.              |
| 61               | 13                 | TBA                                 | TBA         | TBA         | 2022.              |

Серија на IMDb-у тренутно има оцену  5,7/10, што представља напредак у односу на четврти и други део, али је и даље испод првог и трећег.

## Глумачка постава и ликови
| Легенда        |
| -------------- |
| Главна улога   |
| Споредна улога |
| Епизодна улога |
| Камео улога    |

| Сергеј Трифуновић        | Црни Груја                 | Црни Груја (слика)         |                            |                            |                           |                           | Краљ Милан Обреновић       |                            |                            |                            |
| Ненад Јездић             |                            | Црни Груја                 | Црни Груја                 | Црни Груја                 | Живота Грујић „Друг Црни” | Живота Грујић „Друг Црни” |                            |                            |                            |                            |
| Борис Миливојевић        | Боле                       | Боле                       | Боле                       | Боле                       | Брале Калабић             | Брале Калабић             | Доброта Пунишић            |                            |                            |                            |
| Маринко Маџгаљ           | Чеда Веља                  | Чеда Веља                  | Чеда Веља                  | Чеда Веља                  | Веселин Чеговић „Че”      | Веселин Чеговић „Че”      |                            |                            |                            |                            |
| Никола Којо              | Ђорђе Петровић „Карађорђе” | Ђорђе Петровић „Карађорђе” | Ђорђе Петровић „Карађорђе” | Ђорђе Петровић „Карађорђе” | Јосип Броз Тито           | Јосип Броз Тито           |                            |                            |                            |                            |
| Зоран Цвијановић         | Змаго                      | Змаго                      | Змаго                      | Змаго                      |                           |                           |                            |                            |                            |                            |
| Нела Михаиловић          | Стамена                    | Стамена                    | Стамена                    | Стамена                    | Другарица Лепосава        | Другарица Лепосава        |                            |                            |                            |                            |
| Татјана Бокан            | Ержебет                    | Ержебет                    | Ержебет                    | Ержебет                    |                           |                           |                            |                            |                            |                            |
| Душанка Стојановић       | Друзила                    | Друзила (споменута)        | Баба Видана                | Баба Видана                | Друзилка Докторовић       | Друзилка Докторовић       |                            |                            |                            |                            |
| Љубомир Бандовић         | Видоје                     | Станко                     |                            |                            |                           |                           | Драгутин Димитријевић Апис | Драгутин Димитријевић Апис | Драгутин Димитријевић Апис | Драгутин Димитријевић Апис |
| Драган Јовановић         |                            |                            | Омер Кулин капетан         | Омер Кулин капетан         | Адолф Хитлер              | Адолф Хитлер              |                            |                            |                            |                            |
| Никола Пејаковић         | Ага Аганлија               |                            |                            |                            |                           |                           |                            |                            |                            |                            |
| Небојша Илић             |                            | Ага Аганлија               | Младен                     | Младен                     | Кекец Кардељ              | Кекец Кардељ              |                            |                            |                            |                            |
| Раде Марковић            |                            | Младен                     |                            |                            |                           |                           |                            |                            |                            |                            |
| Љубинка Кларић           | Смиљка                     | Смиљка                     |                            |                            |                           |                           |                            |                            |                            |                            |
| Горан Даничић            | Станоје Главаш             |                            |                            |                            | Вили                      | Марислав                  |                            |                            |                            |                            |
| Бода Нинковић            |                            | Станоје Главаш             |                            |                            | Друг Уча                  | Друг Уча                  |                            |                            |                            |                            |
| Радослав Миленковић      | Тиосав                     | Тиосав                     |                            |                            |                           |                           |                            |                            |                            |                            |
| Дејан Матић              |                            | Јаков                      |                            |                            | Четник Паун               | Мајстор Соћа              |                            |                            |                            |                            |
| Срђан Милетић            |                            | Петар                      |                            |                            | Милић Батинић             | Милић Батинић             | Намесник Коста Протић      |                            |                            |                            |
| Владе Дивац              | Вампир Тоза                |                            |                            |                            |                           |                           |                            |                            |                            |                            |
| Игор Лазић - Нигор       | Ђетић Милић                |                            |                            |                            |                           |                           |                            |                            |                            |                            |
| Горица Поповић           | Бисерка                    |                            |                            |                            |                           |                           |                            |                            |                            |                            |
| Павле Пекић              | Карађорђев саветник        | Будимир                    |                            |                            |                           |                           |                            |                            |                            |                            |
| Томислав Трифуновић      | Криви Стојко               |                            |                            |                            |                           |                           |                            |                            |                            |                            |
| Никола Симић             | Газда Славко Митезер       |                            |                            |                            |                           |                           |                            |                            |                            |                            |
| Бојан Димитријевић       | Црни Џић                   |                            |                            |                            |                           |                           |                            |                            |                            |                            |
| Милојко Пантић           | глас писма                 |                            |                            |                            |                           | спикер                    |                            |                            |                            |                            |
| Ратко Танкосић           | Драгоје                    |                            |                            |                            | Цаја                      | Цаја                      |                            |                            |                            |                            |
| Никола Вујовић           |                            | Миленко                    |                            |                            |                           |                           |                            |                            |                            |                            |
| Исидора Минић            |                            | Добрила                    |                            |                            |                           |                           |                            |                            |                            |                            |
| Слободан Ћустић          |                            | Кучук-Алија                |                            |                            |                           |                           |                            |                            |                            |                            |
| Небојша Љубишић          |                            | Мехмед-ага Фочић           |                            |                            |                           |                           |                            |                            |                            |                            |
| Димитрије Илић           |                            | Мула Јусуф                 | Миленко                    | Миленко                    |                           | Жандар Жика               |                            |                            |                            |                            |
| Власта Велисављевић      |                            | Старац Фочо од 100 лета    |                            |                            |                           |                           |                            |                            |                            |                            |
| Борис Комненић           |                            | Бећир-ага                  |                            |                            |                           |                           |                            |                            |                            |                            |
| Огњен Амиџић             |                            |                            | Радоња                     | Радоња                     |                           | пијанац                   |                            |                            |                            |                            |
| Богољуб Митић „Ђоша”     |                            |                            | Драгић                     | Драгић                     |                           |                           |                            |                            |                            |                            |
| Воја Брајовић            |                            |                            | Среброљубов                | Среброљубов                | Генадиј                   | Генадиј                   |                            |                            |                            |                            |
| Драган Николић           |                            |                            | Дел Арзан                  | Дел Арзан                  |                           |                           |                            |                            |                            |                            |
| Драган Бјелогрлић        |                            |                            | Сидерлибер                 | Сидерлибер                 |                           |                           |                            |                            |                            |                            |
| Петар Божовић            |                            |                            | Султан Селим III           | Султан Селим III           |                           |                           |                            |                            |                            |                            |
| Иван Јевтовић            |                            |                            | Јаков                      | Јаков                      |                           |                           |                            |                            |                            |                            |
| Милош Самолов            |                            |                            | Петар                      | Петар                      |                           |                           |                            |                            |                            |                            |
| Драган Вујић             |                            |                            |                            |                            | Мајор Кригермајстер       | Мајор Кригермајстер       |                            |                            |                            |                            |
| Дубравко Јовановић       |                            |                            |                            |                            | Војвода Драшко            | Војвода Драшко            |                            |                            |                            |                            |
| Лена Богдановић          |                            |                            |                            |                            | Другарица Розалија        | Другарица Розалија        |                            |                            |                            |                            |
| Велимир Бата Живојиновић |                            |                            |                            |                            |                           | Валтер                    |                            |                            |                            |                            |
| Леонтина Вукомановић     |                            |                            |                            |                            |                           | секретар СКОЈ-а           |                            |                            |                            |                            |
| Бранислав Трифуновић     |                            |                            |                            |                            |                           |                           | Танасије К. Абаџић         |                            |                            |                            |
| Катарина Марковић        |                            |                            |                            |                            |                           |                           | Краљица Наталија Обреновић |                            |                            |                            |
| Сања Марковић            |                            |                            |                            |                            |                           |                           | Краљица Драга Машин        |                            |                            |                            |